# Estação Obrera
A Estação Obrera é uma das estações do Metrô da Cidade do México, situada na Cidade do México, entre a Estação Doctores e a Estação Chabacano. Administrada pelo Sistema de Transporte Colectivo, faz parte da Linha 8.
Foi inaugurada em 20 de julho de 1994. Localiza-se no cruzamento do Eixo Central Lázaro Cárdenas com a Rua Dr. Arce e a Rua Fernando Ramírez. Atende os bairros Obrera e Doctores, situados na demarcação territorial de Cuauhtémoc. A estação registrou um movimento de 4.743.367 passageiros em 2016.